# Acacia ensifolia
Acacia ensifolia é uma espécie de leguminosa do gênero Acacia, pertencente à família Fabaceae.